# بيل غاردنر
بيل غاردنر (بالإنجليزية: Bill Gardner)‏ (7 يونيو 1893 المملكة المتحدة - ) هو لاعب كرة قدم بريطاني يلعب كمهاجم.